# Gefährdetes Gebiet (Schweden)
Gefährdetes Gebiet (schwedisch utsatt område) ist eine Bezeichnung der schwedischen Polizei für Gebiete mit hohen Kriminalitätsraten und starker sozialer Ausgrenzung.

## Häufigkeit
Im Jahr 2015 deklarierte die Polizei 53 gefährdete Gebiete. 2023 wurden 59 Gebiete als ein Gefährdetes Gebiet deklariert. Alle derartigen Wohngebiete liegen im südlichen Schweden (südlich von Gävle), wurden mehrheitlich während des sozialen Wohnungsbauprojektes Millionenprogramm zwischen 1965 und 1974 erbaut und sind durch einen hohen Anteil an arabischen Einwanderern aus Afrika und dem Nahen Osten geprägt.

## Eigenschaften
Gefährdete Gebiete sind Gebiete, die einen niedrigen sozioökonomischen Status haben und durch hohe Kriminalität gesellschaftlich negativ beeinflusst werden. Die drei Kategorien sind nach ansteigendem Gefährdungsgrad in (ausschließlich) Gefährdetes Gebiet (schwedisch: utsatt område (enbart)), Risikogebiet (schwedisch: riskområde) sowie Besonders gefährdetes Gebiet (schwedisch: särskilt utsatt område) unterteilt.
Diese Gebiete werden von Medien manchmal als „No-Go-Zonen“ bezeichnet, da Rettungsdienste wie Feuerwehr und Notärzte diese Gebiete während angespannter Situationen nicht ohne Polizeischutz anfahren können, weil sie von kriminellen Banden attackiert werden.
Die Bewohner dieser Gebiete haben verglichen mit dem restlichen Schweden hohe Arbeitslosenquoten; während im ganzen Land die Beschäftigungsquote bei 67 % liegt, liegt sie in den gefährdeten Gebieten bei nur 49 %.
Der Einzelhandel ist von lokalen Kleinunternehmen geprägt, während nur wenige große Handelsketten tätig sind.
Nach einem Bericht des schwedischen Verteidigungsministeriums 2017 waren 70 % der Menschen, die aus Schweden zum Zwecke terroristischer Aktivitäten nach Syrien und in den Irak ausgereist sind, Bewohner gefährdeter Gebiete.
Nach einem Bericht des Schwedischen Fernsehens (SVT) 2018 verbessert sich die Lage in jenen Gebieten tendenziell: Beschäftigungsquoten, Einkommen und Schulerfolge erhöhen sich.
Gefährdete Gebiete haben eine relativ geringe Wahlbeteiligung, z. B. wählten in den schwedischen Reichstagswahlen 2014 nur ein Drittel der Bewohner des Bezirkes Gårdsten in Göteborg. Journalisten, die Bewohner des Bezirks dazu befragen wollten, scheiterten oftmals an weder vorhandenen Schwedisch- noch Englisch-Kenntnissen der Bewohner.
Spätestens 2018 schwappte die Bandenkriminalität, die lange Zeit ein Charakteristikum der Gefährdeten Gebiete gewesen war, auch auf die weitere Gesellschaft über. Krankenhausangestellte berichteten von bewaffneten Konfrontationen in Notaufnahmen und Schulleiter berichteten, Drohungen und Waffen würden zur Normalität.

### Gefährdetes Gebiet
Ein Gebiet der Kategorie Gefährdetes Gebiet wird durch einen niedrigen sozioökonomischen Status sowie einen negativen Einfluss Krimineller auf die Gesellschaft und öffentliche Institutionen charakterisiert. Kriminelle können direkte Drohungen und Erpressungen oder indirekte Methoden wie gemeingefährliche Gewaltausübung oder Drogenhandel in der Öffentlichkeit nutzen. Der Effekt ihrer Aktivitäten ist, dass Einwohner eine geringere Sicherheit wahrnehmen, was Teilnahmen oder Zeugenaussagen vor Gericht gegen Kriminelle hemmt.
Nach dem Bericht 2019 betrug die Anzahl (ausschließlich) Gefährdeter Gebiete 28.

### Risikogebiet
Ein Risikogebiet erfüllt alle Kriterien für ein Gefährdetes Gebiet, jedoch nicht alle Kriterien für Besonders gefährdete Gebiete. Nach dem Bericht 2019 betrug die Anzahl 10.

### Besonders gefährdetes Gebiet
Ein Gebiet dieser Kategorie ist charakterisiert durch Bewohner, deren potenzielle Bedrohung durch Kriminelle zu einer allgemeinen Abneigung gegenüber Gerichtsprozessen gegen Kriminelle geführt hat. In diesen besonders gefährdeten Gebieten gibt es systematische Drohungen und Gewalt gegen Zeugen und Kläger. Diese Umstände machen es sehr schwierig bis unmöglich für die Polizei, geltendes Recht zu garantieren.
Besonders gefährdete Gebiet sind zu einem teilweise durch Parallelgesellschaften, Kriminelle, sowie Islamismus geprägt.
Im Februar 2017 lag die Beschäftigungsquote bei 47 Prozent. Viele Bewohner sind entweder selbst oder Kinder von Immigranten (50–60 %).
2017 berichtete die Polizei, dass in diesen Gebieten Sozialbetrug gängig sei. Die Polizei bemerkte manipulierte Einwohnermeldeamt-Zahlen. Beispielsweise waren für 2 % aller Wohnungen in Rinkeby jeweils 10-30 Bewohner gemeldet, wodurch stark überhöhte Sozialleistungen bezogen werden konnten.
Nach dem Bericht im Jahr 2019 betrug die Zahl dieser Besonders gefährdeten Gebiete 22. Sie variieren dabei in der Einwohnerzahl zwischen 4000 (Södra Sofielund in Malmö) und 35000 (Rinkeby/Tensta in Stockholm).

## Über kriminelle Banden in Schweden

### Hintergrund und Motivation der Banden
In erster Linie sind die Gangs an kriminellen Geschäften interessiert. Neben dem Drogen- und Waffenhandel sind dies der Immobilienhandel, Erpressung, Betrug und anschließende Geldwäsche durch legale Firmen. Eine wichtige Erfahrung für die organisierten Banden in Schweden war das Auftreten der international operierenden Motorradgangs, der Hells Angels und Bandidos in den Neunzigerjahren, von denen sie gelernt haben.

### Herkunft, Alter und Anzahl der Mitglieder
Banden, die in den Vorstädten aktiv sind, bestehen zu 50 bis 60 Prozent aus gebürtigen Schweden. In den meisten Fällen sind ihre Eltern eingewandert. Mehr als 90 Prozent der rund 15.000 Bandenmitglieder in Schweden sind Männer, die meisten davon jung.

### Bildungsniveau
40 % der Bewohner haben keine abgeschlossene Grundschulbildung (förgymnasial utbildning). Nach Statistiken des Schwedischen Beirats für Kriminalitätsverhütung (BRÅ) wurden Personen, die lediglich Grundschulbildung genossen, 5,7 mal so wahrscheinlich durch Straftaten auffällig verglichen mit Personen mit postsekundärer Ausbildung. 2017 waren durchschnittlich weniger als die Hälfte der 15-Jährigen in Göteborgs besonders gefährdeten Gebieten für sekundäre Bildung (eftergymnasial utbildning) qualifiziert. Im Bezirk Bergsjön haben 70 Prozent der 15-Jährigen Schüler der Bergsjöskolan die Grundschule verlassen, ohne die für sekundäre Bildung notwendigen Lese- und Rechen-Fähigkeit zu erreichen; in der Schule Sjumilaskolan in Biskopsgården waren es 67 Prozent. Zum Vergleich liegt der nationale Schnitt in Schweden bei 17,5 Prozent. Verglichen mit den Zahlen 5 Jahre zuvor gab es dabei sogar eine Verschlechterung.

## Gebiete

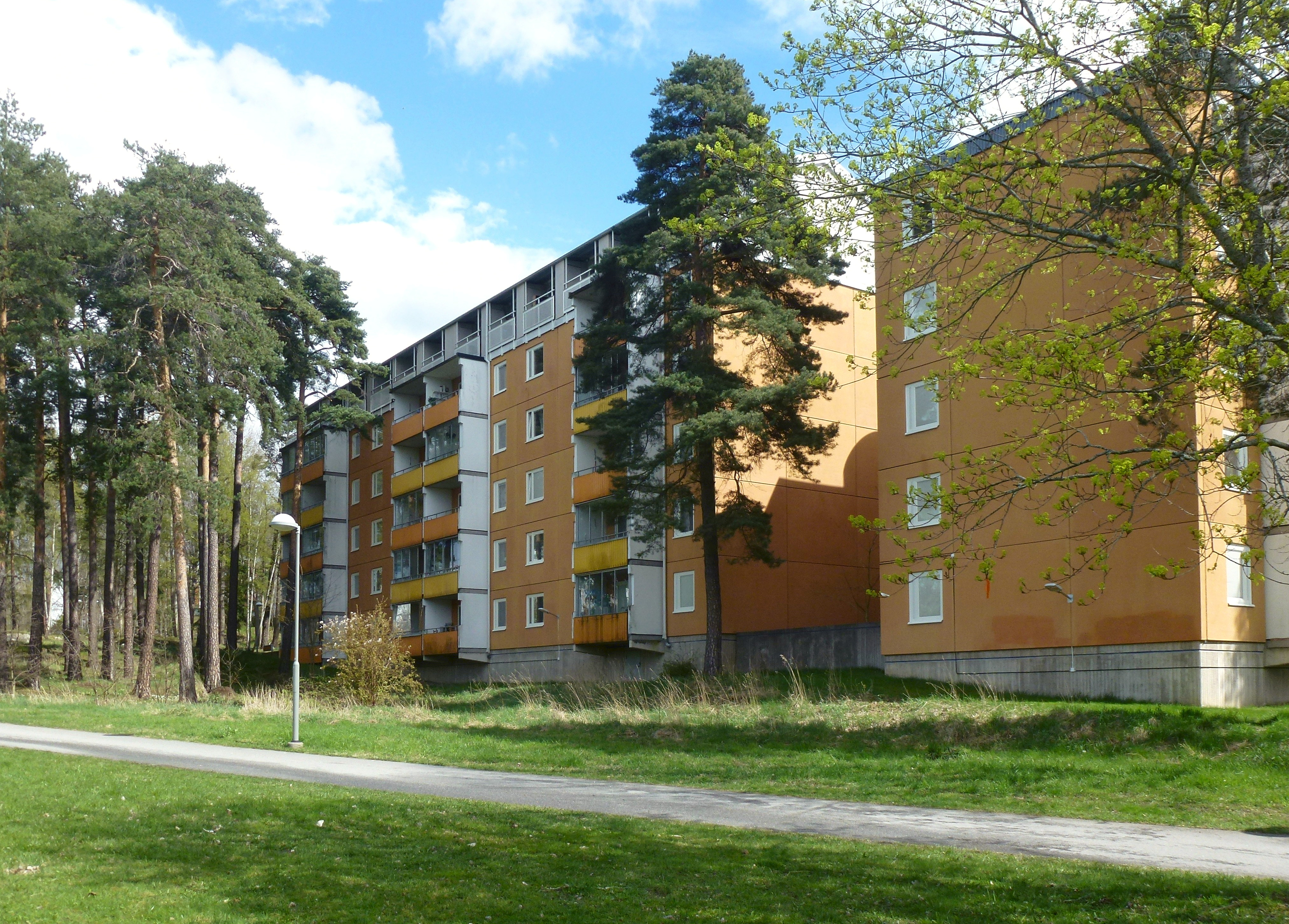
Typischer Plattenbau in Husby (Stockholm)

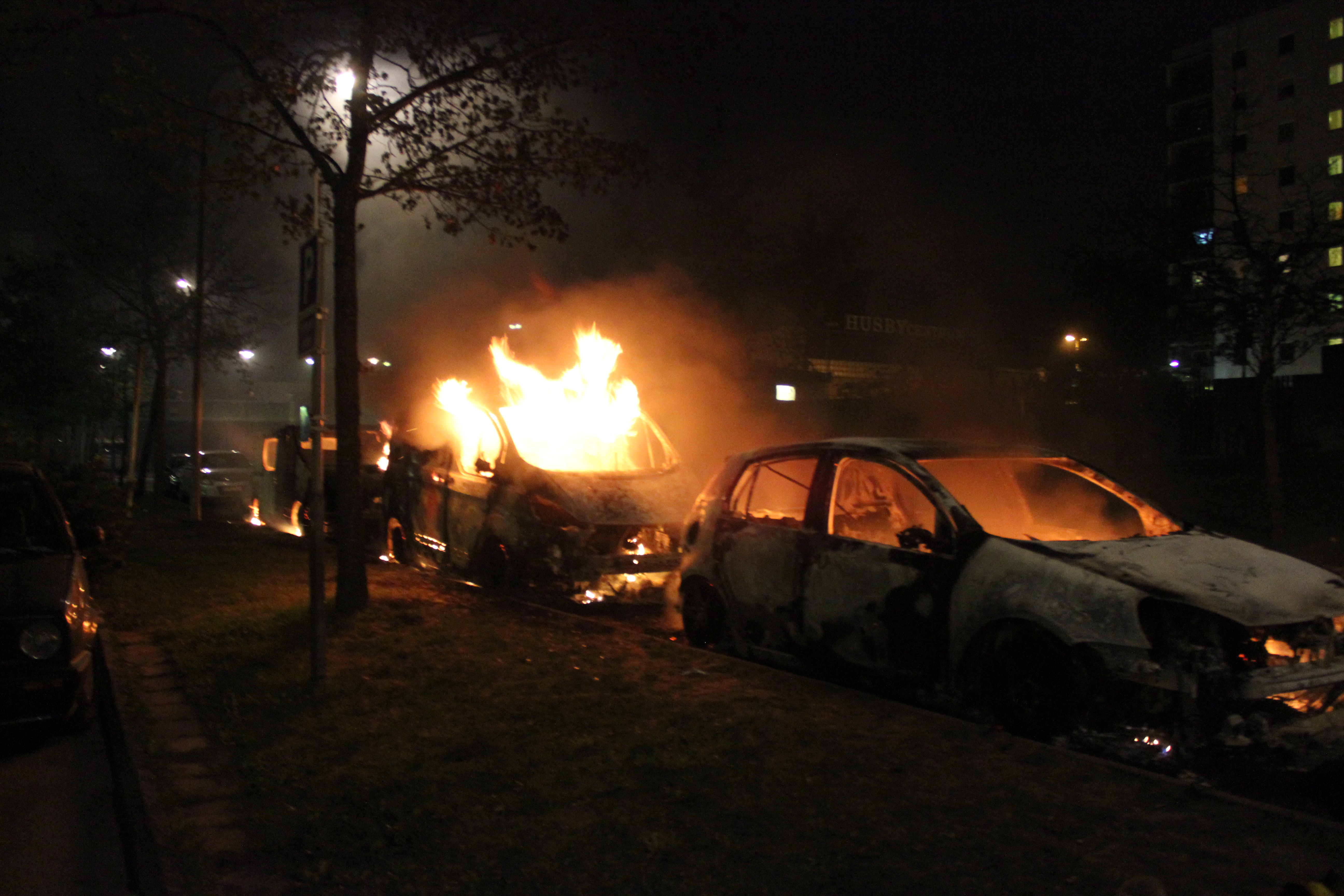
Unruhen in Husby 2013

Nach der Abteilung für nationale Operationen (Nationella operativa avdelningen) sind die Gebiete und ihre Klassifikation wie folgt (G = (ausschließlich) Gefährdetes Gebiet, R = Risikogebiet, B = Besonders gefährdetes Gebiet):
| Stadt                                              | Bezirk(e)                                          | 2015 | 2017 | 2019 | 2021 | 2023 |
| Borås                                              | Hässleholmen/Hulta                                 | R    | B    | B    | B    | B    |
| Borås                                              | Norrby                                             |      | B    | B    | B    | B    |
| Borlänge                                           | Tjärna Ängar                                       | R    | R    | R    | R    | R    |
| Botkyrka                                           | Alby                                               | R    | B    | B    | B    | B    |
| Botkyrka                                           | Fittja                                             | R    | B    | B    | B    | B    |
| Botkyrka                                           | Hallunda/Norsborg                                  | B    | B    | B    | B    | B    |
| Botkyrka                                           | Storvreten                                         |      |      | G    | G    | G    |
| Eskilstuna                                         | Årby                                               |      |      |      |      | G    |
| Eskilstuna                                         | Fröslunda                                          | G    | G    | G    | G    | G    |
| Eskilstuna                                         | Lagersberg                                         | G    | G    | G    | G    |      |
| Eskilstuna                                         | Skiftinge                                          |      | G    | G    | G    | G    |
| Falkenberg                                         | Falkagård                                          | G    |      |      |      |      |
| Göteborg                                           | Hisings Backa                                      | G    | G    | G    | G    | G    |
| Göteborg                                           | Rannebergen                                        | G    | G    | G    |      |      |
| Göteborg                                           | Biskopsgården                                      | B    | B    | B    | B    | R    |
| Göteborg                                           | Bergsjön                                           | B    | B    | B    | B    | B    |
| Göteborg                                           | Gårdsten                                           | B    | B    | R    | G    | G    |
| Göteborg                                           | Hammarkullen                                       | B    | B    | B    | B    | B    |
| Göteborg                                           | Hjällbo                                            | B    | B    | B    | B    | B    |
| Göteborg                                           | Lövgärdet                                          | B    | B    | B    | B    | B    |
| Göteborg                                           | Tynnered/Grevegården/Opaltorget                    | G    | B    | B    | R    | R    |
| Halmstad                                           | Andersberg                                         | G    | G    | G    | G    | G    |
| Haninge                                            | Brandbergen                                        | G    | G    | G    | G    | G    |
| Haninge                                            | Jordbro                                            |      | G    | G    | G    | G    |
| Helsingborg                                        | Adolfsberg/Dalhem/Drottninghög                     | R    | R    | R    | R    | R    |
| Helsingborg                                        | Söder                                              |      | R    | R    | R    | R    |
| Huddinge                                           | Grantorp/Visättra                                  |      |      |      | G    | G    |
| Huddinge                                           | Skogås                                             | G    | G    | G    | G    | G    |
| Huddinge                                           | Vårby                                              |      | G    | G    | G    | G    |
| Järfälla                                           | Sångvägen                                          | G    | G    | G    | G    | G    |
| Järfälla                                           | Termovägen                                         | G    | G    | G    | G    |      |
| Jönköping                                          | Råslätt                                            | G    | G    | G    | G    | G    |
| Kristianstad                                       | Charlottesborg                                     | G    | G    | G    | G    |      |
| Kristianstad                                       | Gamlegården                                        | G    | G    | G    | G    | G    |
| Landskrona                                         | Koppargården/Karlslund                             | G    | B    | B    | R    | G    |
| Linköping                                          | Skäggetorp                                         | B    | B    | B    | B    | B    |
| Malmö                                              | Holma/Kroksbäck/Bellevuegården                     | G    | R    | R    | R    | R    |
| Malmö                                              | Nydala/Hermodsdal/Lindängen                        |      | B    | B    | B    | B    |
| Malmö                                              | Rosengård südlich der Straße Amiralsgatan          | B    | B    | B    | B    | B    |
| Malmö                                              | Södra Sofielund (Seved)                            | B    | B    | B    | B    | R    |
| Nacka                                              | Fisksätra                                          |      |      |      | G    | G    |
| Norrköping                                         | Hageby                                             | G    | G    |      |      | G    |
| Norrköping                                         | Klockaretorpet                                     |      | G    | G    |      |      |
| Norrköping                                         | Navestad                                           |      | G    | G    | G    | G    |
| Sollentuna                                         | Edsberg                                            | G    | G    | G    | G    |      |
| Sollentuna                                         | Sigtuna/Valsta                                     |      |      |      | R    | R    |
| Sollentuna                                         | Tureberg                                           | R    | R    | R    | R    | R    |
| Stockholm                                          | Bredäng                                            | G    | G    | G    | G    | G    |
| Stockholm                                          | Hagalund                                           |      |      |      |      | G    |
| Stockholm                                          | Hagsätra/Rågsved                                   | G    | G    | G    | G    | G    |
| Stockholm                                          | Hässelby/Vällingby                                 | G    | G    | G    | G    | G    |
| Stockholm                                          | Älvsjö/Solberga                                    | G    | G    | G    | G    |      |
| Stockholm                                          | Östberga                                           | G    | G    | G    | G    |      |
| Stockholm                                          | Rinkeby/Tensta                                     | B    | B    | B    | B    | B    |
| Stockholm                                          | Husby                                              | B    | B    | B    | B    | B    |
| Stockholm                                          | Vårberg                                            |      |      |      | G    | G    |
| Sundbyberg                                         | Rissne/Hallonbergen                                | G    | G    | R    | R    | R    |
| Södertälje                                         | Fornhöjden                                         | G    | G    | R    | R    | R    |
| Södertälje                                         | Hovsjö                                             | G    | G    | R    | R    | B    |
| Södertälje                                         | Ronna/Geneta/Lina                                  | B    | B    | B    | B    | B    |
| Södertälje                                         | Saltskog                                           |      |      |      |      | G    |
| Trollhättan                                        | Kronogården                                        | G    | G    | G    | R    | R    |
| Upplands-Bro                                       | Finnsta                                            | G    | G    | G    | G    | G    |
| Upplands Väsby                                     | Smedby                                             | G    | G    |      |      |      |
| Uppsala                                            | Valsätra                                           | G    | G    | G    |      |      |
| Uppsala                                            | Gottsunda                                          |      | B    | B    | B    | R    |
| Västerås                                           | Bäckby                                             | G    | G    | G    | G    | G    |
| Växjö                                              | Araby                                              | B    | B    | B    | R    | R    |
| Örebro                                             | Oxhagen/Varberga                                   | R    | R    | R    | R    | R    |
| Örebro                                             | Vivalla                                            | B    | B    | B    | B    | B    |
| Anzahl der (ausschließlich) Gefährdeten Gebiete: G | Anzahl der (ausschließlich) Gefährdeten Gebiete: G | 31   | 32   | 28   | 28   | 27   |
| Anzahl der Risikogebiete: R                        | Anzahl der Risikogebiete: R                        | 7    | 6    | 10   | 14   | 15   |
| Anzahl der Besonders gefährdeten Gebiete: B        | Anzahl der Besonders gefährdeten Gebiete: B        | 15   | 23   | 22   | 19   | 17   |
| Gesamt:                                            | Gesamt:                                            | 53   | 61   | 60   | 61   | 59   |

## Reaktionen
Im April 2019 wurde die Veröffentlichung der Liste der Gefährdeten Gebiete von Kommunalpolitikern als stigmatisierend und investitionshemmend kritisiert. Die Polizei entgegnete, dass sie keinen Grund sehe, die Liste zu verheimlichen. Außerdem biete die Liste eine einheitliche Grundlage, die Bezirke im gesamten Land zu bewerten. Innenminister Morgan Johansson äußerte, die Liste werde weiterhin öffentlich zugänglich sein.
Um die Lage dieser Gebiete zu verbessern, wird eine Kooperation verschiedener Interessengruppen wie z. B. Immobilienbesitzern und Organisationen benötigt. Die Furcht vor Gentrifizierung könnte jedoch Probleme verursachen.